# Haidilao
Haidilao International Holding Ltd. (xinès tradicional: 海底撈國際控股有限公司, xinès simplificat: 海底捞国际控股有限公司, pinyin: Hǎidǐlāo, literalment 'fortuna') és una cadena de restaurants de Huo Guo fundada el 1994 a Jianyang, Sichuan, Xina. Els seus restaurants es coneixen amb el nom de Haidilao Hot Pot.
Haidilao va ser fundada el 1994. Al principi, era una botiga menuda que venia malatang. Posteriorment, va desenvolupar i ampliar el seu menú. Zhang Yong, que provenia d'un poble de Sichuan, és el conseller delegat de l'empresa.
El 2018, Haidilao Hot Pot va servir a més de 160 milions de clients. A finals del 2018, la cadena tenia 466 botigues en més d'un centenar de ciutats.
El 2019 va obrir el primer establiment europeu, a Londres. El segon es va obrir el 2020, a Madrid. Concretament, ocupa el mateix local a la Gran Vía on s'ubicà el primer McDonald's d'Espanya.